# Elisabeth Boyko
Elisabeth Boyko, auch Elisheva Boyko, früher Elisabeth Bojko, geb. Spitzer (* 24. September 1898 in Wien, Österreich-Ungarn; † 14. Dezember 1985 in Rechovot), war eine österreichisch-israelische Botanikerin und Wüstenforscherin.

## Leben

### Familie
Elisabeth Spitzer war die Tochter von Leopold Spitzer und Margarete, geb. Glesinger. 1920 heiratete sie den Pflanzensoziologen und Biometeorologen Hugo Boyko (1892–1970). Mit ihm bekam sie einen Sohn und zwei Töchter, zu denen die Schriftstellerin und Malerin Eva Avi-Yonah gehörte.

### Werdegang
Boyko studierte an der Universität Wien, wo sie am 13. Juli 1931 im Fach Pharmakognosie zum Dr. phil. promoviert wurde. Ihre Dissertation behandelte den Einfluss von Kalk auf den Boden und einige Arzneipflanzen. Anschließend setzte sie ihre Studien bis 1933 an der Hochschule für Bodenkultur Wien sowie in Holland, Frankreich und Italien fort. Zusammen mit ihrem Ehemann erforschte sie die Vegetation im Seewinkel. 
Obwohl Zionisten, wollten Elisabeth und Hugo Boyko ursprünglich in Österreich bleiben. Da Hugo Boyko jedoch eine Anstellung an der Universität Wien aus antisemitischen Gründen verweigert wurde, beschloss das Ehepaar, mit den Kindern das Land zu verlassen. In Vorbereitung darauf absolvierte Elisabeth Boyko ein einjähriges Praktikum in der Staudengärtnerei „Windmühlhöhe“ von Hanny Strauss (1890–1947) und besuchte Kurse an der Gartenbauschule der Österreichischen Gartenbau-Gesellschaft.
Ende 1935 emigrierte die Familie schließlich nach Palästina. Dort erwarben sie ein Haus südlich von Jerusalem. Um zum Lebensunterhalt beizutragen, begann Elisabeth Boyko, in ihrem Garten Obst, Gemüse und Blumen anzubauen, die sie verkaufte. Von 1936 bis 1942 unterrichtete sie als Lehrerin für Gartenbau und leitete die Abteilung Gemüsebau der Women’s International Zionist Organisation. Danach war sie bis 1946 als Regierungsbeamtin tätig. Während der Belagerung Jerusalems 1947/1948 sorgte sie für die Gemüseversorgung der Stadt. Später war sie im Forschungsrat des Büros des Premierministers tätig und als wissenschaftliche Mitarbeiterin am Negev Institut für Trockenzonen-Forschung (Negev Institute for Arid Zone Research). 
Gemeinsam mit ihrem Ehemann legte Elisabeth Boyko Versuchsgärten im Wüstengebiet an und experimentierte unter anderem mit dem Einsatz von Meerwasser in der Landwirtschaft. Sie begründete zwei botanische Gärten: zunächst errichtete sie 1949 einen Garten in Eilat, womit sie wesentlich zur weiteren Urbanisierung des in einer Wüstenlandschaft liegenden Ortes beitrug. Einen weiteren Garten gestaltete sie 1960 für die Ben-Gurion-Universität im Negev in Beʾer Scheva.
Zu den Schwerpunkten der wissenschaftlichen Arbeit von Elisabeth Boyko gehörten die Vegetation von Trocken- und Halbtrockengebieten sowie die Bewässerung mit Meerwasser. Sie war Fellow der Royal Horticultural Society und Schriftführerin des International Committee on Ecological Climatography. 1953 repräsentierte sie Israel auf dem internationalen Biologen-Treffen der UNESCO. Sie und ihr Ehemann wurden mit der John-Fleming-Medaille für Förderung des menschlichen Wohles durch hervorragende wissenschaftliche Leistungen (1959) und dem William F. Petersen Foundation Award (1969) ausgezeichnet. Außerdem wurde Elizabeth Boyko der Francá-Verdienstorden für wissenschaftliche Forschung in Vermaille verliehen.
1985 starb Elisabeth Boyko im Alter von 87 Jahren in Rechovot.

## Veröffentlichung (Auswahl)
- Der Einfluss von Kalk auf den Boden und die „Vitalität“ einiger Arzneipflanzen. Dissertation. Wien 1931.
- Elisabeth Boyko, Erich Julius Menahem Mayer, Miriam Goldes-Scheuer, Wera Lewin: Negev und seine Zukunft. WIZO Executive, Department for Zionist Education, Tel-Aviv 1951, OCLC 234002104.
- The Building of a Desert Garden : the First Year's Experience of Elath at the North-Eastern Shore of the Red Sea. London, 1952, OCLC 474000312.
- Guide book for the Sam Fryer Ecological Desert Garden. Negev Institute for Arid Zone Research, Beersheva 1962, OCLC 640799383.
- Hugo Boyko, Elizabeth Boyko: Plant Growing with Sea Water and other Saline Waters in Israel and other Countries. In: Hugo Boyko (Hrsg.): Saline Irrigation for Agriculture and Forestry. (= World Academy of Art and Science. Band 4.) Springer, Dordrecht 1968, S. 85–92, doi:10.1007/978-94-017-6016-4_7.
- Elizabeth Boyko, Hugo Boyko: The Desert Garden of Eilat. In: Hugo Boyko (Hrsg.): Saline Irrigation for Agriculture and Forestry. (= World Academy of Art and Science. Band 4.) Springer, Dordrecht 1968, S. 133–160 doi:10.1007/978-94-017-6016-4_10.